# El arte de amar (álbum de Amistades Peligrosas)
El arte de amar es el sexto álbum de estudio del dúo español Amistades Peligrosas, y el primero en el que participa el nuevo integrante, Manu Garzón. La presentación musical de Cristina del Valle de la mano con Manu Garzón en República Dominicana marcó su regreso definitivo a los escenarios y al estudio de grabación. En la cuenta oficial de Facebook de Amistades Peligrosas, el 11 de abril se dio a conocer que ya se firmó el contrato discográfico con Avispa y que  el álbum será lanzado en el mes de mayo.
El regreso del dúo a la Televisión se dio en el programa Ahora, Marta en Telemadrid en el que interpretaron el tema Te besé y se presentó al nuevo integrante del dúo, Manu Garzón.

## Los temas
El álbum incluye "Éxitos de siempre y otras composiciones como Te besé, (...), Seven Seconds, una versión rap del tema de Nerey Cherry, (...) Africanos en Madrid... También una bachata, Me quedaré solo, (...) ¡Ah! Y mi tema favorito, Resucítame, una reinterpretación de la Biblia en la que se habla del amor entre Jesús y María Magdalena." mencionó Cristina en una entrevista.
El primer sencillo oficial es Resucítame y cuenta con un videoclip, el cual fue estrenado a través de la cuenta oficial de Avispa Music en YouTube el 5 de julio.
El 23 de agosto de 2014 se dio a conocer que el grupo grabará el videoclip de la nueva versión de Africanos en Madrid.

## Lista de canciones
1. Te besé - 3:23 (Cristina del Valle/Juan Carlos Mendoza)
2. Africanos en Madrid - 3:32 (Yamil Z./Iván García Pelayo)
3. Resucítame - 3:13 (Iván García Pelayo/Lucio Herrera)
4. Me quedaré solo - 3:26 (Pedro González/Alberto Comesaña)
5. Tiempos rotos (7 seconds) - 4:28 (Nereh Cherry/Cameron Mcvey/Jonathan Sharp/Yossou N'Dour/Esmeralda Grao)
6. Casi nunca bailáis - 3:47 (Alberto Comesaña/Luis Carlos Esteban/Cristina del Valle)
7. En tu estación - 4:32 (Tontxu)
8. El viaje - 3:39 (Manu Garzón)
9. Te besé (interpretada junto a Sabor de Gracia) - 3:29 (Cristina del Valle/Juan Carlos Mendoza)

## Promoción
El 6 de abril de 2013, Amistades Peligrosas dieron un concierto en Madrid en el que presentaron temas del disco. 
El 5 de julio de 2013 se estrenó el videoclip del tema Resucítame a través del canal de videos de la compañía discográfica Avispa Music. El videoclip cuenta con escenas intercaladas de la película El Discípulo. 
Amistades Peligrosas se vieron envueltos en polémica debido a que, sin autorización oficial, grabaron y lanzaron el tema Con los brazos abiertos para la candidatura oficial de Madrid como sede de los Juegos Olímpicos 2020. Obtuvieron muy mala crítica y un portavoz del Ayuntamiento de Madrid negó la autorización. 
Se anunciaron dos fechas en Colombia, pero por motivos desconocidos se cancelaron. Realizaron una presentación en un festival en Portugal. Cristina del Valle viajó a Mérida, México, para realizar dos conciertos en la ciudad, además de múltiples presentaciones en solitario y con la marca Señoritas on Fire, integrada por diversas artistas, como Esmeralda Grao, Natalia Vergara y del Valle.
El grupo ha ofrecido conciertos en muchas ciudades de España, además de tener presencia en los medios de comunicación en diversas entrevistas para radio y televisión.
- Datos: Q5823893